# Oddelek groze
Oddelek groze (izviren angleški naslov: The Ward) je ameriška psihološka grozljivka iz leta 2010, delo režiserja Johna Carpentera. V njem igrajo Amber Heard, Mamie Gummer, Danielle Panabaker in Jared Harris. Film je postavljen v leto 1966 in sledi mladi ženski, ki je hospitalizirana v psihiatrični bolnišnici, potem ko zažge hišo. V bolnišnici postane tarča duha ene izmed bivših pacientk.
Film so posneli v bolnišnici Eastern State Hospital v Medical Laku, Washington. Je prvi Carpenterjev film po Duhovih z Marsa (Ghosts of Mars) iz leta 2001.

## Vsebina
V Oregonu, v psihiatrični bolnišnici North Bend, mlado pacientko Tammy, leta 1966 napade in ubije nevidna sila ponoči.
Kristen (Amber Heard) je težavna mlada ženska, ki zažge zapuščeno kmetijo, vendar jo kmalu zatem aretirajo. Lokalna policija jo odpelje v North Bend, kjer na oddelku spozna še ostale pacientke: umetnico Iris (Lyndsy Fonseca), zapeljivko Sarah (Danielle Panabaker), divjo Emily (Mamie Gummer) in otročjo Zoey (Laura-Leigh). Kristen zasede sobo, za katero jo dekleta obvestijo, da je bila ta soba včasih od njihove prijateljice Tammy. Kristen prav tako spozna njenega terapevta dr. Stringerja (Jared Harris) in spozna da se ne spomni ničesar iz svoje preteklosti. Ko se sredi noči zbudi, zagleda grozno iznakaženo podobo, ki strmi vanjo. Ko je skupaj z Iris in Emily na dvorišču, Kristen opazi dva človeka, ki jo gledata iz Stringerjeve pisarne, vendar tudi drugi dekleti ne vesta kdo je to. Med tuširanjem iznakažena podoba napade Kristen, in ko ta pove o tem sestram, jo te odpeljejo na terapijo z elektrošoki.
Med seanso, dr. Stringer s pomočjo hipnoterapije skuša priti do Irisinih skritih spominov. Po terapiji Iris ubije iznakažena podoba z lobotomijo. Kristen skuša ugotoviti kaj se je zgodilo z njeno prijateljico. V Irisinem bloku najde risbo podobe, ki jo je napadla, nad njo pa ime nekdanje pacientke, Alice Hudson. To noč, kljub Sarahinim in Zoeyinim opozorilo, da je skoraj nemogoče oditi, skušata Kristen in Emily najti Iris in pobegniti. Vendar se vklopi alarm in Alice onesposobi Kristen. Zbudi se v svoji sobi, Emily pa je ujeta.
Sarah pove Kristen, da Iris niso našli, ker ''niso iskali na pravih mestih.'' Alice nato ubije Sarah z elektrošoki. Kristen opazi, da je Zoeyina lutka bila včasih last Alice, zato jo vpraša kaj se dogaja. Izve, da so dekleta pod Tammyinim vodstvom ubile Alice, ker je bila ta hudobna do njih. Kristen spet skuša pobegniti pod pretvezo, da je Zoey njena talka. Vendar jima ne uspe in Kristen oblečejo prisilni jopič. Toda spet dekleti skušata pobegniti, vendar Alice ubije Zoey. Kristen navidezno med begom uniči. Kristen prispe do pisarne dr. Stringerja, kjer najde kartoteko Alice Hudson, ki vsebuje njeno zdravljenje in zdravljenje ostalih deklet, vključno s Kristen.
Dr. Stringer zaloti Kristen v pisarni in ji pove, da je Kristen le eno od imen osebnosti prave Alice Hudson. Prav tako pove, da je bila Alice ugrabljena kot otrok in spolno zlorabljena. Alice je bila vklenjena dva meseca v kleti iste kmetije, ki jo je Kristen zažgala; da je lahko preživela travmo, se je tako razvila disociativna motnja identitete, ki je ustvarila več osebnosti, ki so se kazale kot dekleta na oddelku. Čez čas so ostale osebnosti nadvladale Alice, zato se je Stringer trudil Alice pridobiti nazaj, kar mu je tudi uspelo, saj je Alice nato uničila ostale osebnosti. Pove, da je njegovo zdravljenje napredovalo, dokler se ni pojavila Kristen, kot še ena osebnost v Alicini glavi. Alice se zato kot ''Kristen'' vrže skozi okno in prebudi kot Alice.
Alicini starši, katere je videla v Stringerjevi pisarni, pridejo ponjo saj je ozdravljena. Nato v sobo pride Kristen, ki napade Alice in film se konča.

## Igralci
- Amber Heard kot Kristen, glavna junakinja. Dekle brez spominov iz njenega življenja, vendar močno verjame, a ni nora. Nenehno čuti potrebo, da mora pobegniti iz oddelka. Je prva, ki opazi, da ostala dekleta izginjajo, in da to najbrž povzroča besen duh.
- Mamie Gummer kot Emily. Je močna in svobodnjaška, vendar tudi tista, ki pogosto reagira divjo, deluje noro, nadleguje ostale pacientke in vse imenuje za nore, zaradi česar se pogosto zaplete v prepir z dekleti, še posebej s Sarah. Najprej skuša prestrašiti Kristen, vendar začne občudovati njeno moč.
- Danielle Panabaker kot Sarah, čudovita rdečelasa zapeljivka v skupini. Osvaja zdravstvenega tehnika, vendar jo on zavrača ker je psihična bolnica. Pogosto se snobovsko obnaša do drugih deklet.
- Laura-Leigh kot Zoey, dekle, ki je doživelo veliko čustveno travmo, zato se ves čas igra in oblači svojo punčko. S seboj vedno nosi plišastega zajca.
- Lyndsy Fonseca kot Iris, umetniško nadarjeno dekle, ki se prva skuša navezati prijateljske stike s Kristen. Je zelo prijazna do vseh in s sabo nosi risalni blok, saj rada riše.
- Mika Boorem kot Alice, dekle, ki je bila pacientka na oddelku, vendar je nikjer ne najdejo. Kristen skuša ugotoviti, kaj se ji je zgodilo na oddelku.
- Jared Harris kot dr. Stringer, psihiater deklet. Deluje pol upanja glede zdravljenja Kristen, vendar so njegovi nameni videti ves čas skrivnostni.
- Sydney Sweeney kot mlada Alice, dekle, ki joo Kristen vidi v spominih, z obema rokama vklenjeno v kleti. O njej ni nič znanega na začetku.
- Dan Anderson kot Roy, eden zaposlenih na oddelku. Je resen, nepredvidljiv in skuša ohraniti red na oddelku. Osvaja ga Sarah.
- Susanna Burney kot medicinska sestra Lundt, glavna medicinska sestra na oddelku. Velikokrat želi ukrepati brez dr. Strigerja.
- Sali Sayler kot Tammy, dekle, ki izgine iz oddelka nepričakovano. Njeno izginotje razburi ostala dekleta, njeno prazno sobo pa dobi Kristen.
- Mark Chamberlin kot g. Hudson, žalosten mož (kot si ga razlaga Emily z njegovo ženo). Večkrat obišče oddelek in opazuje dekleta skozi okno.
- Jillian Kramer kot pošastna Alice, duh, ki je kriv za izginotja. S pomočjo kirurškega orodja muči svoje žrtve. O njej ni veliko znanega, razen tega, da bi se rada znebila deklet.